# كريغ مكراكين
كريغ مكراكين (بالإنجليزية: Craig McCracken)‏ ولد في 31 مارس 1971 في شارلوا ببنسلفانيا وهو مخرج ومؤلف ومنتج أمريكي، وقد أنتج عدة مسلسلات رسوم متحركة أهمها : منزل فوستر وفتيات القوة.

## سيرته الذاتية
ولد مكراكين في شارلوا ببنسلفانيا وعند وفاة والده كان عمره سبع سنوات فقط وبعد موت والده انتقلت أسرته إلى ويتير بولاية كاليفورنيا وقد كان مهتما بالرسم منذ سن مبكر.

## كريغ في كرتون نتورك
في عام 1993 دخل كريغ هانا-باربيرا وكرتون نتورك للعمل على سلسلة كلبان غبيان وبعد ذلك أنتج سلسلة فتيات القوة ومختبر دكستر وفي عام 2004 أنتج مسلسل منزل فوستر وقد أصبح المنتج التنفيذى للعرض على شبكة كرتون نتورك وبعد ذلك بما يقرب 15 عاما ترك شبكة كرتون نتورك.

## الجوائز
حاز مكراكين على جائزة الإيمى.

## وصلات خارجية
- كريغ مكراكين على موقع IMDb (الإنجليزية)
- كريغ مكراكين على موقع ميتاكريتيك (الإنجليزية)
- كريغ مكراكين على موقع روتن توميتوز (الإنجليزية)
- كريغ مكراكين على موقع قاعدة بيانات الأفلام العربية
- كريغ مكراكين على موقع ألو سيني (الفرنسية)
- كريغ مكراكين على موقع ميوزك برينز (الإنجليزية)
- كريغ مكراكين على موقع أول موفي (الإنجليزية)
- كريغ مكراكين على موقع إن إن دي بي (الإنجليزية)
- كريغ مكراكين على موقع ديسكوغز (الإنجليزية)
- كريغ مكراكين على موقع قاعدة بيانات الفيلم (الإنجليزية)

(en) McCracken sur Imdb